# Jim Bradley
James Arthur Bradley, detto Jim (East Chicago, 16 marzo 1952 – Portland, 20 febbraio 1982), è stato un cestista statunitense, professionista nella ABA.

## Carriera
Venne selezionato dai Los Angeles Lakers al terzo giro del Draft NBA 1974 (48ª scelta assoluta).

## Palmarès
- Campionato ABA: 1

Kentucky Colonels: 1975
- Campione AABA (1978)